# Perrey Reeves
Perrey Reeves (* 30. listopadu 1970, New York, New York, Spojené státy americké) je americká herečka. Proslavila se hlavně rolí v seriálu Vincentův svět. Během let 2017 až 2018 hrála v seriálu Vzhůru ke hvězdám na americké stanici Freeform.

## Kariéra
Reeves hrála v HBO seriálu Vincentův svět (2004–2011). Také si zahrála v seriálech Pravidla zasnoubení, Family Style a Chirurgové. Po boku Willa Ferrella si zahrála ve filmu Mládí v trapu a roli Jessie ve filmu Pan a paní Smithovi. V roce 2014 si zahrála v páté a poslední řadě seriálu V utajení. V roce 2015 si zahrála ve filmové verzi Vincentův svět. V roce 2016 získala roli v seriálu Vzhůru ke hvězdám.

## Osobní život
Mezi lety 1993–1995 chodila s hercem Davidem Duchovnym. V září 2014 se zasnoubila s tenisovým trenérem Aaronem Foxem. Dvojice se vzala 13. června 2015. V říjnu 2017 se jim narodila dcera.

## Filmografie

### Film
| Role | Název                   | Role              | Poznámky |
| ---- | ----------------------- | ----------------- | -------- |
| 1991 | Dětská hra 3            | Kristen De Silva  |          |
| 1995 | Útěk na Horu čarodějnic | Zoey              |          |
| 1995 | Kicking and Screaming   | Amy               |          |
| 1998 | Kouřové signály         | Holly             |          |
| 1999 | Suburbans               | Amanda            |          |
| 2003 | Mládí v trapu           | Marissa Jones     |          |
| 2005 | Mr. & Mrs. Smith        | Jessie            |          |
| 2005 | A proč já?              | Michelle          |          |
| 2006 | Hledáme Ydol            | Marni             |          |
| 2009 | An American Affair      | Adrienne Stafford |          |
| 2009 | Vicious Circle          | seržantka Berger  |          |
| 2013 | Innocence               | Ava Dunham        |          |
| 2013 | Blake                   | Mae               |          |
| 2014 | Dissonance              | Marty             |          |
| 2014 | Fugly!                  | Penny             |          |
| 2015 | Vincentův svět          | Melissa Gold      |          |
| 2016 | Noble Savages           | Holly Savage      |          |
| 2018 | Hollow Body             | Barb              |          |
| 2018 | The Jurassic Games      | Savannah          |          |
| 2018 | The World Without You   | Clarissa          |          |
| 2019 | Svatební radosti        | Gina              |          |
| 2021 | Cosmic Sin              | Dr. Lea Goss      |          |
| 2022 | Murder at Hollow Creek  | Jennifer Bennett  |          |

### Televize
| Role       | Název                              | Role             | Poznámky                          |
| ---------- | ---------------------------------- | ---------------- | --------------------------------- |
| 1989       | Mothers, Daughters and Lovers      | Laura            | televizní film                    |
| 1989       | Vražda v Central Parku             | Lauren           | televizní film                    |
| 1990       | 21 Jump Street                     | Tracy Hill       | 2 díly                            |
| 1990       | Flash                              | Pepper           | díl: „Child's Play“               |
| 1991       | Plymouth                           | Hannah Mathewson | televizní film                    |
| 1991–92    | Doogie Howser, M.D.                | Cecilia          | 2 díly                            |
| 1992       | Mírová bojiště                     | Perrette Davis   | 3 díly                            |
| 1993       | The Return of Ironside             | Suzanne Dwyer    | televizní film                    |
| 1994       | Deníky červených střevíčků         | Joey             | díl: „The Last Motel“             |
| 1994       | Akta X                             | Kristen Kilar    | díl: „Trojice“                    |
| 1994       | To je vražda, napsala              | Susan Constable  | díl: „Vražda na pirátském kanálu“ |
| 1995       | Escape to Witch Mountain           | Zoe Moon         | televizní film                    |
| 1995       | Too Something                      |                  | díl: „The Car“                    |
| 1995       | An Element of Truth                | Maizie           | televizní film                    |
| 1996       | Cesta do neznáma                   | Taryn Miller     | díl: „Dead Man Sliding“           |
| 2001       | Off Centre                         | Brooke           | díl: „A Cute Triangle“            |
| 2003       | Kriminálka Las Vegas               | Linda's Neighbor | díl: „Recipe for Murder“          |
| 2003       | The Lyon's Den                     | Daphne           | 9 dílů                            |
| 2003       | Kriminálka Miami                   | Julia            | díl: „Hurikán Anthony“            |
| 2004–2011  | Vincentův svět                     | Melissa Gold     | 74 dílů                           |
| 2005       | Medium                             | Karen Herzfeld   | díl: „Too Close to Call“          |
| 2009       | Chirurgové                         | Margaret         | díl: „Wish You Were Here“         |
| 2009       | Pravidla zasnoubení                | Ellen            | díl: „Family Style“               |
| 2009       | Posel ztracených duší              | Rita Jansen      | díl: „Dead Listing“               |
| 2009       | Castle na zabití                   | Helen Parker     | díl: „Poklad mrtvého muže“        |
| 2010       | Private Practice                   | Kelly            | díl: „Second Choices“             |
| 2011       | Hawaii 5-0                         | Anne Davis       | díl: „Hrdinové a zlosyni“         |
| 2012       | Námořní vyšetřovací služba         | Wendy Miller     | díl: „Tajnosti“                   |
| 2012       | Ve službách FBI                    | Landon Shepard   | díl: „Kompromitující situace“     |
| 2013       | Secret Lives of Husbands and Wives | Danielle Deaver  | televizní film                    |
| 2013       | Milionový lékař                    | Minnie           | díl: „Can of Worms“               |
| 2013       | Prozíravost                        | Miranda Stiles   | 3 díly                            |
| 2014       | V utajení                          | Caitlyn Cook     | 6 dílů                            |
| 2015       | Babysitter's Black Book            | Linda            | televizní film                    |
| 2016       | Beat Bobby Flay                    | samu sebe        | díl: „Green with Envy“            |
| 2017–2018  | Vzhůru ke hvězdám                  | Nina Devon       | hlavní role, 20 dílů              |
| 2018       | Americká manželka                  | Holly            | díl: „Mladá manželka“             |
| 2021–dosud | Paradise City                      | Natalie          | hlavní role                       |